# P-Krezol
p-Krezol (4-metilfenol) je fenol s formulom . On je pozicioni izomer; druga dva su m-krezol i o-krezol.

## Pojava u prirodi
p-Krezol je glavna komponenta zadaha svinja.
4-metilfenol je komponenta ljudskog znoja. On je komponenta ljudskog zadaha koja privlači ženke komaraca.